# N14 (Frankrijk)
De N14 of Route nationale 14 is een nationale weg in Frankrijk, in het westen van de Parijse agglomeratie. De weg vormt het verlengde van de autosnelweg A15 en verbindt Cergy met Puiseux-Pontoise. De N14 is ongeveer 6 kilometer lang.

## Geschiedenis
In 1811 liet Napoleon Bonaparte de Route impériale 15 aanleggen van Parijs naar Le Havre. In 1824 werd de huidige N14 gecreëerd uit de oude route van de Route impériale 15. Deze weg liep van Saint-Denis via Pontoise en Rouen naar Le Havre en was 195 kilometer lang. 
In 1933 werd het beginpunt naar de Porte de Clignancourt in Parijs verlegd. In 1949 werd het deel tussen Rouen en Le Havre bij de N13BIS gevoegd. Deze weg werd in 1978 omgenummerd tot N15 en is tegenwoordig de D6015. Na 1949 was de N14 nog 110 kilometer lang.

### Declassificaties
Door de aanleg van de parallelle autosnelwegen A15 en A13 nam het belang van de N14 op verschillende plaatsen sterk af. Daarom zijn grote delen van de weg in 2006 overgedragen aan de departementen. Deze delen hebben daardoor nummers van de departementale wegen. Het departement Seine-Saint-Denis heeft maar een deel van de overgedragen N14 in zijn gebied omgenummerd. De overgedragen delen van de N14 kregen de volgende nummers:
- Seine-Saint-Denis: D14
- Val-d'Oise: D14
- Eure: D6014
- Seine-Maritime: D6014

N1 · N2 · N3 · N4 · N5 · N6 · N7 · N9 · N10 · N11 · N12 · N13 · N14 · N15 · N17 · N19 · N19J · N20 · N21 · N22 · N24 · N25 · N27 · N28 · N31 · N33 · N34 · N36 · N37 · N41 · N42 · N43 · N44 · N47 · N49 · N51 · N52 · N57 · N58 · N59 · N61 · N61A · N65 · N66 · N67 · N70 · N77 · N79 · N80 · N82 · N83 · N85 · N86 · N87 · N88 · N89 · N90 · N94 · N98 · N100 · N102 · N104 · N105 · N106 · N109 · N112 · N113 · N116 · N118 · N118A · N118B · N122 · N123 · N124 · N125 · N126 · N129 · N134 · N135 · N136 · N137 · N138 · N141 · N142 · N145 · N147 · N149 · N150 · N151 · N154 · N157 · N158 · N159 · N162 · N164 · N165 · N166 · N171 · N174 · N175 · N176 · N182 · N184 · N186 · N186A · N186B · N188 · N191 · N192 · N201 · N202 · N205 · N209 · N216 · N221 · N224 · N225 · N227 · N230 · N237 · N244 · N248 · N249 · N250 · N254 · N265 · N274 · N282 · N296 · N301 · N303 · N306 · N314 · N315 · N316 · N320 · N324 · N330 · N337 · N338 · N346 · N353 · N356 · N363 · N385 · N388 · N401 · N406 · N410 · N416 · N425 · N431 · N440 · N441 · N444 · N446 · N449 · N481 · N486 · N488 · N489 · N520 · N524 · N532 · N537 · N542 · N543 · N568 · N569 · N572 · N580 · N814 · N844 · N1007 · N1012 · N1013 · N1014 · N1019 · N1021 · N1029 · N1031 · N1043 · N1050 · N1075 · N1083 · N1104 · N1113 · N1134 · N1135 · N1141 · N1154 · N1338 · N1547 · N1569 · N2028 · N2043 · N2057 · N2162 · N2249